# Hohenfelde (Meclemburgo-Pomerania Anteriore)
Hohenfelde è un comune del Meclemburgo-Pomerania Anteriore, in Germania.
Appartiene al circondario (Kreis) di Rostock ed è parte della comunità amministrativa (Amt) di Bad Doberan-Land.

## Geografia antropica

### Suddivisioni amministrative
Il territorio comunale comprende 3 centri abitati (Ortsteil):
- Hohenfelde
- Ivendorf
- Neu Ivendorf